# Jasienica Dolna
Jasienica Dolna (deutsch Nieder Hermsdorf, auch Niederhermsdorf oder Hermsdorf bei Bielitz) ist ein Ort der Gmina Łambinowice in der Woiwodschaft Opole in Polen. 

## Geographie

### Geographische Lage
Jasienica Dolna liegt im südwestlichen Teil Oberschlesiens im Neisser Land. Das Dorf Jasienica Dolna liegt rund sechs Kilometer südwestlich vom Gemeindesitz Łambinowice, rund 14 Kilometer nordöstlich der Kreisstadt Nysa (Neisse) und etwa 45 Kilometer südwestlich der Woiwodschaftshauptstadt Oppeln.
Jasienica Dolna liegt in der Nizina Śląska (Schlesische Tiefebene) am Rande der Dolina Nysy Kłodzkiej (Glatzer Neiße-Tal) hin zur Równina Niemodlińska (Falkenberger Ebene). Durch den Ort fließt der Bach Dobrzynka. Westlich von Jasienica Dolna fließt die Nysa Kłodzka (Glatzer Neiße). Durch den Ort führt die Woiwodschaftsstraße Droga wojewódzka 406. Im Süden des Dorfs liegt der Bahnhof Jasienica Dolna an der Bahnstrecke Opole–Nysa.

### Nachbarorte
Nachbarorte von Jasienica Dolna sind im Norden Drogoszów (Neusorge), im Osten Budzieszowice (Bauschwitz), im Süden Myszowice (Mauschwitz), im Süden Włodary (Volkmannsdorf), im Südwesten Mańkowice (Mannsdorf) und im Westen Piątkowice (Rotthaus).

## Geschichte

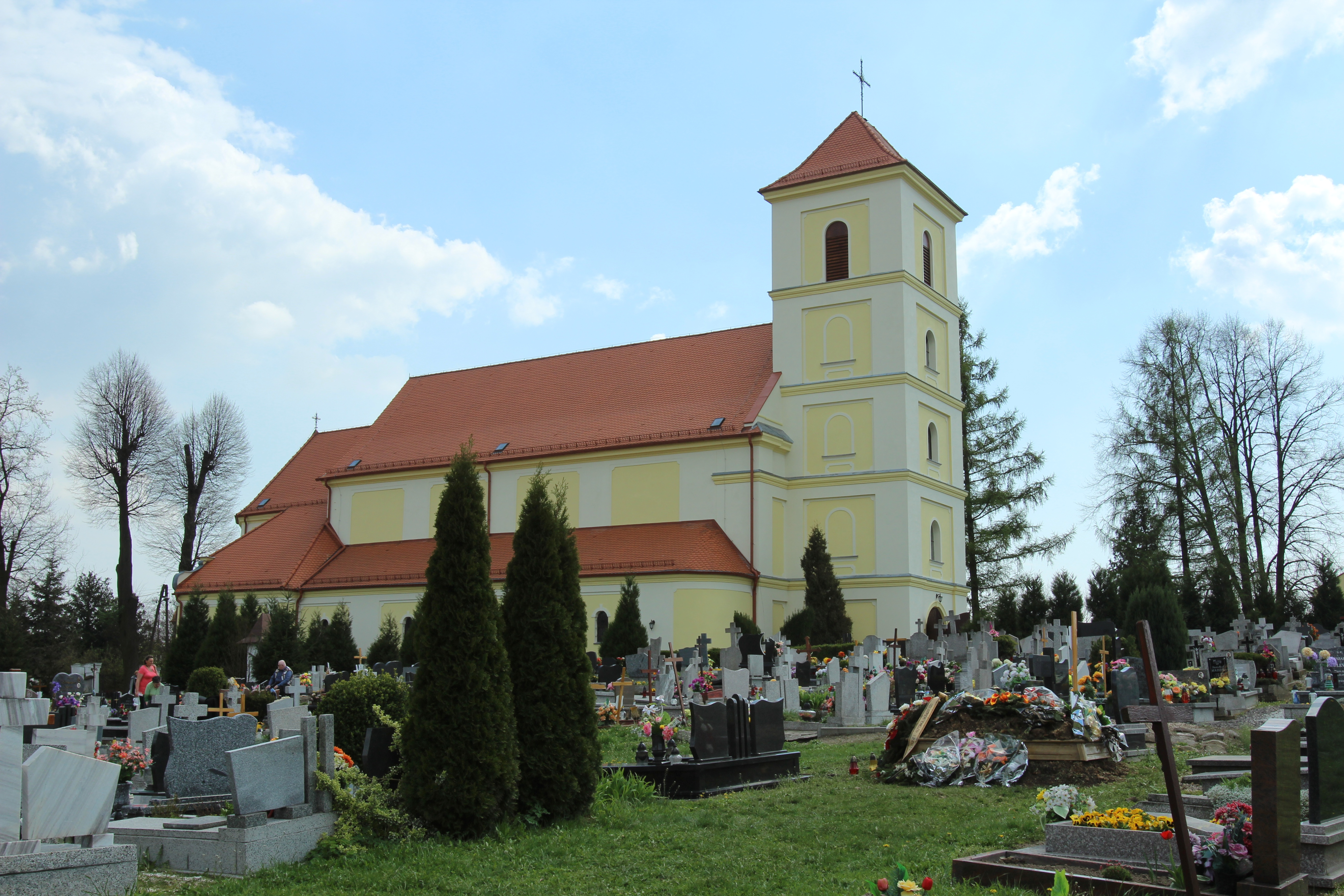
Martinskirche

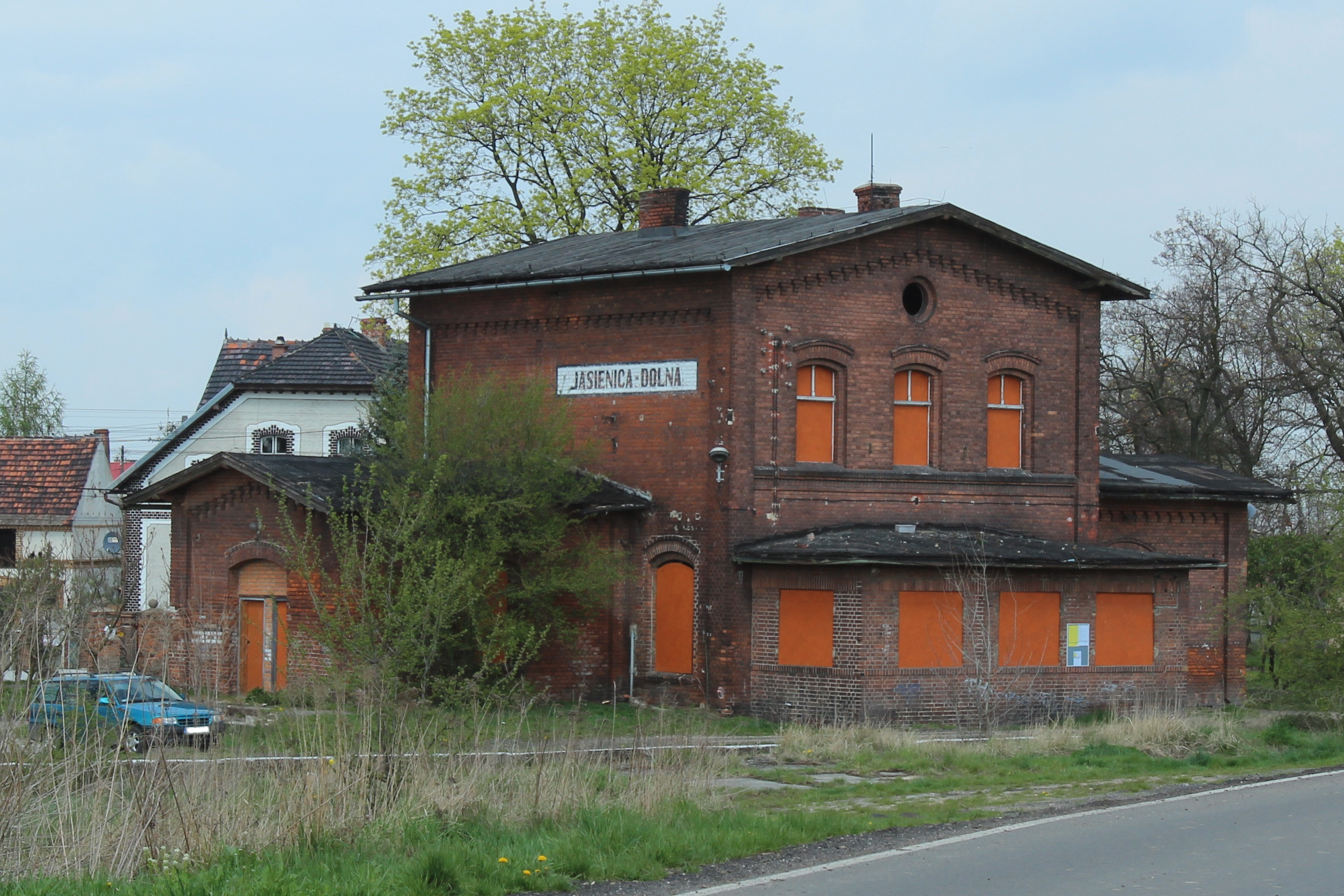
Bahnhofsgebäude

Das Dorf wird bereits um das Jahr 1000 erstmals als Jessienicza erwähnt. Es handelte sich um eine slawische Siedlung am Bachverlauf. 1290 wird im Ort eine Kirche erbaut. 1360 wurde der Ort als Hermannivilla und Hermansdorf erwähnt.
Das Dorf Nieder Hermsdorf wurde 1582 vom Fürstbischof Martinus von Breslau gegründet. Es wurde auf den Grundstücken des ehemaligen Vorwerk Neusorge mit acht Gärtner-, einer Häuslerstelle und zwei Arbeitshäusern angelegt.
Nach dem Ersten Schlesischen Krieg 1742 fiel Nieder Hermsdorf mit dem größten Teil Schlesiens an Preußen. 1764 wird die katholische Kirche durch einen Brand zerstört.
Nach der Neuorganisation der Provinz Schlesien gehörte die Landgemeinde Nieder Hermsdorf ab 1816 zum Landkreis Neisse im Regierungsbezirk Oppeln. 1842 wird das Schulgebäude erweitert. 1845 bestanden im Dorf ein Schloss, eine katholische Kirche, eine katholische Schule und 166 Häuser. Im gleichen Jahr lebten in Nieder Hermsdorf 949 Menschen, davon elf evangelisch. 1865 zählte das Dorf 30 Bauer-, 51 Gärtner- und 36 Häuslerstellen. 1874 wurde der Amtsbezirk Nieder Hermsdorf gegründet, welcher aus den Landgemeinden Klein Warthe, Mannsdorf, Neusorge und Nieder Hermsdorf und den Gutsbezirken Mannsdorf und Nieder Hermsdorf bestand. 1885 zählte Nieder Hermsdorf 969 Einwohner. 1887 erhielt das Dorf mit der Bahnstrecke Oppeln–Neisse einen Anschluss an das Schienennetz der oberschlesischen Eisenbahn.
1933 hatte Nieder Hermsdorf 1121, 1939 wiederum 1110 Einwohner. Bis 1945 befand sich der Ort im Landkreis Neisse.
Als Folge des Zweiten Weltkriegs fiel Nieder Hermsdorf 1945 wie der größte Teil Schlesiens unter polnische Verwaltung. Nachfolgend wurde der Ort in Jasienica Dolna umbenannt und der Woiwodschaft Schlesien angeschlossen. 1950 wurde es der Woiwodschaft Oppeln eingegliedert. 1999 kam der Ort zum neu gegründeten Powiat Nyski (Kreis Neisse). 2011 lebten in Jasienica Dolna 856 Menschen.

## Sehenswürdigkeiten
- Die römisch-katholische Martinskirche (poln. Kościół św. Marcina Biskupa) wurde 1725 erbaut. Bereits für 1290 ist eine Kirche an gleicher Stelle bezeugt. Nach einem Brand im Jahr 1764, wurde das Gebäude wieder aufgebaut. Das Gebäude besaß bis 1945 eine Glockenhaube auf dem Kirchturm, welche 1948 eingeschmolzen wurden. Seitdem besitzt das Gebäude lediglich ein Walmdach mit Kreuz.[8] Das Gebäude wurde 1950 unter Denkmalschutz gestellt.[9] 1973 wurde das Schloss unter Denkmalschutz gestellt.[10]
- Das Schloss Nieder Hermsdorf wurde 1919/20 anstelle eines Vorgängerbaus neu erbaut. Das Gebäude besitzt zwei Geschosse, einen rechteckigen Grundriss und ein Satteldach. Das Gebäude wird heute als Schule genutzt.[11]
- Empfangsgebäude des Bahnhofs Jasienica Dolna
- Mariensäule

## Vereine
- Freiwillige Feuerwehr OSP Jasienica Dolna
- Fußballverein LZS Meteor Jasienica Dolna

## Persönlichkeiten
- Paul Barsch (1860–1931), schlesischer Lyriker und Erzähler
- Maria Scholz (1925–2010), deutsche Kommunalpolitikerin (CDU)
- Peter Scholz (1930–2019), deutscher Diplomat